# حارة المكسلة (صنعاء)

تعديل مصدري - تعديل

المكسلة هي إحدى حارات حي القابل بمدينة الروضة شمال العاصمة اليمنية "صنعاء"، بلغ تعداد سكانها 270 نسمة حسب تعداد اليمن لعام 2004.